# Лахва (станция)
Лахва (бел. Ла́хва) — железнодорожная станция Барановичского отделения Белорусской железной дороги. Расположена в одноимённой деревне Брестской области на линии Лунинец — Калинковичи. Код в АСУ «Экспресс-3» — 2100138, код в ЕСР — 151944.

## Общая характеристика
На станции пять путей и две низких платформы — боковая и островная. Электрификации нет. На станции заканчивается двухпутный участок от Барановичей через Лунинец, далее в сторону Калинковичей однопутный участок.
Начальник станции — Н.С. Русак
Соседние станции: Лунинец — 19 км, Микашевичи - 28 км
Режим работы — круглосуточно. Режим работы билетной кассы — с 06.00 до 22.15 
Рядом со станцией расположен Брестский областной детский центр медицинской реабилитации «Лахва».

## Пассажирское сообщение
Через станцию проходят маршруты дальнего следования Гомель — Брест, Полоцк — Брест, Гомель — Гродно, Брест — Гомель (ежедневно в обоих направлениях). Также ежедневно курсируют 12 пригородных поездов в сообщении Лунинец — Микашевичи/Житковичи и Житковичи/Микашевичи — Лунинец.

## История
Открыта в 1884 году.
В 2002 году станция была закрыта для грузовой работы по параграфам 1, 3 Тарифного руководства № 4. При этом старый код ЕСР/АСУЖТ станции 151906 был сменён на 151944.